# 超級戰艦
《超級戰艦》是一部2012年時上映的美國科幻電影，改編自玩具生產商孩之寶公司暢銷的桌上遊戲「海戰棋」（Battleship，也就是片名的由來）。該片由泰勒·基奇（Taylor Kitsch）主演，共同參與演出的演員還包括了模特兒布魯克林·戴可兒（Brooklyn Decker）、嘻哈樂女歌手蕾哈娜（Rihanna）、老牌演員連恩·尼遜（Liam Neeson）與日本男星淺野忠信。

## 情節大綱
2005年，美国国家航空航天局（NASA）发现了一个太阳系外的类地行星。由于研判该行星可能存在智慧生命，NASA自夏威夷通信阵列基地透过天上的人造卫星发射高功率讯号，加以试探。
与此同时，高中毕业的阿列克斯·霍普过了十八岁生日，就在他吹蜡烛的时候，他瞧见了一位美丽的姑娘向吧台购买一个鸡肉卷饼和一瓶啤酒。但是由于太晚，厨房已关闭，阿列克斯于是想给他买一个鸡肉卷饼，但便利店也关门了。迫于无奈，阿列克斯从屋顶进入，并拿到了一个鸡肉卷饼。但正当他要把它给她时，他被警察射击并昏倒，但还是挣扎着把卷饼给了那位姑娘。他醒来时，他哥哥史东·霍普告诉他，他昨天讨好的是他顶头上司，美國太平洋艦隊司令特伦斯·夏恩上将的女儿，并强迫他加入了美国海军。
2012年，外星人5艘星舰远道而來，却因为当中的通讯舰误撞人造卫星而坠毀，残骸坠落于香港，造成大约两万多人伤亡。而其他4艘舰艇则降落于夏威夷附近。恰巧夏威夷附近正在举行環太平洋演習（RIMPAC），包括美国海军与日本海上自卫队的军舰皆参与了该活动，联合舰队指挥官夏恩上将命令美国海军神盾驱逐舰桑普森号（USS Sampson DDG-102）带领僚舰約翰·保羅·瓊斯號（USS John Paul Jones DDG-53）与前來参与演习的日本海上自卫队神盾导弹驱逐舰妙高号（JDS Myōkō DDG-175）前往該区域侦察。由于外星舰艇沒有显示在雷达上，於是桑普森號艦長史東‧哈波中校便下令進行近距離偵察，約翰‧保羅‧瓊斯號派出艾力克斯‧哈波上尉、蕾克絲下士（Cora Raikes）以及華特‧林區士官長（Walter "Beast" Lynch）搭乘快速橡皮艇前往該區域偵查。由於哈波上尉誤觸外星艦而造成外星旗艦升起電磁護盾，將夏威夷群島連同3艘神盾艦封鎖於護盾內，屏蔽了所有圈內通訊，也使3艘神盾艦的雷達失效，並將演習艦隊阻隔在外。
桑普森號試圖使用船笛與外星艦艇溝通，而外星艦的高功率回音震波卻造成美日海軍傷害，約翰‧保羅‧瓊斯號便向外星艦開砲警告，外星艦也開火反擊，造成該艦右側觀測台受損，艦長和副艦長陣亡。哈波艦長則是為了掩護弟弟能安全撤退而對外星艦開火，造成外星艦發射拋射彈全力反擊，導致桑普森號被徹底炸碎並沉沒。由於約翰‧保羅‧瓊斯號的艦長與副艦長已在外星艦的前波攻擊中身亡，身為艦上官階第三高的艾力克斯返艦後接管了臨時艦長的職位，但他因哥哥被炸死而失去理智，加上軍艦火控系統故障而不能攻擊，他直接下令衝撞外星艦，而妙高號艦長永田看見艾力克斯魯莽的行為隨即開火支援，但立刻遭到拋射彈反擊火力炸斷艦首的垂直發射系統倉段沉沒。在歐弟士官長與華特士官長的極力說服之下，艾力克斯收回撞擊敵艦的指令，命約翰‧保羅‧瓊斯號轉向前去救援從妙高號逃生落海的日方船員，外星艦看到此舉動也停止了砲火。
為了代替已墜毀的通訊艦，外星人佔領了位於歐胡島上的衛星通訊站，試圖透過該通訊站和母星聯繫召喚援軍。外星人並發射鐮鋸球攻擊歐胡島上的海軍陸戰隊基地和所有高速公路，摧毀島上武力和交通系統，使護盾範圍內可以阻止外星人武力的，只剩下美軍約翰‧保羅‧瓊斯號。然而艦上卻有一個昏迷而被俘虜的外星人造成前來的外星人救援隊入侵至艦內，並企圖破壞艦上動力系統，華特士官長企圖阻止外星人但反被外星人擊倒，艾力克斯以及蕾克絲及時趕到支援但仍然不敵。後來在艾力克斯以及蕾克絲的聯手之下，使用艦砲對外星人零距離射擊將對方擊斃。
而後艾力克斯與永田開始策劃對外星艦進行攻擊。永田透露日方過去曾長期秘密利用美國國家海洋暨大氣總署（NOAA）在夏威夷周圍海域部屬的海嘯預警浮標，做為監控美方船艦進出該海域的工具。永田等人運用該方式鎖定外星戰艦位置，發射戰斧巡弋飛彈進行視距外攻擊。剛開始時外星艦的巡航路徑過於簡單，經過數次嘗試後美軍成功擊毀兩艘外星戰艦，但剩餘的第三艘看穿了永田等人的技巧，開始採取不規則的蛇行運動，讓約翰‧保羅‧瓊斯號無法再利用相同的手法成功襲擊。
在稍早的外星人登艦襲擊事件發生後，艦上的另一位士官長吉米·「歐弟」·奧德（Jimmy "Ordy" Ord）在把玩外星人留下的頭盔時，發現他們的眼睛構造與兩棲類動物類似、對強光非常敏感的事實。利用這點哈波擬定了一個圈套，試圖將外星艦引誘至太陽升起時的向光方向，並與永田使用M82A1狙擊步槍打穿外星戰艦指揮艙的遮陽玻璃，讓外星人直視陽光造成眼盲而暫時失去反擊能力。並命令船員們動用艦上包括火砲、飛彈、魚雷與重型機砲在內所有可運用到的武器，全力朝外星戰艦開火並順利擊毀對手。然而，外星艦隊以之前對海軍基地發射的鐮鋸球回來進行反擊，造成約翰‧保羅‧瓊斯號沉沒。
由於已無船可用，從約翰‧保羅‧瓊斯號棄艦逃生的美日海軍，為了摧毀通訊站，登上已改為海上博物館的密蘇里號（USS Missouri BB-63，是愛荷華級三號艦），欲以密蘇里號的艦砲摧毀通訊站；在前來參觀演習的密蘇里號上的老船員協助之下，順利啟動而將船開離岸邊。在航行到接近通訊站附近時遇上了外星旗艦，哈波利用巧妙的控船技巧欺敵，以406mm口徑艦炮重創外星旗艦，但外星旗艦反擊也造成密蘇里號三號砲塔毀損。而旗艦沈沒前，最後仍發射鐮鋸球攻擊密蘇里號，惟密蘇里號僅餘一發砲彈。哈波和永田決定用最後一彈攻擊通訊站，以拯救地球，犧牲自己和密蘇里號。所幸由於旗艦受到重創使電磁護盾解除，隆納·雷根號航空母艦上的F/A-18戰機及時發射飛彈擊落外星旗艦所發射的鐮鋸球，並全力轟炸旗艦。至此外星先遣艦隊全部肅清，密蘇里號免於沈船命運、成功拯救地球。

### 幕後片段
鏡頭轉到蘇格蘭北部高地。幾名學生發現一個不明墜落物，在農地上砸出坑洞。學生無法撬開該物，一工人見狀便來嘗試，打開艙蓋後，眾人驚嚇退後，外星人的手扶著艙門邊框......

## 演員
| 演員                                  | 角色                                          | 備註                                                                                        |
| 泰勒·基奇 Taylor Kitsch               | 艾力克斯·哈波 Alex Hopper                     | 美國海軍「約翰·保羅·瓊斯號」驅逐艦上的戰術行動官，階級為上尉，事件後升任少校。 莎曼珊未婚夫 |
| 布魯克林·戴可兒 Brooklyn Decker       | 莎曼珊·夏恩 Samantha "Sam" Shane              | 專精於退伍軍人復健治療的物理治療師。 艾力克斯未婚妻，夏恩上將的女兒                         |
| 蕾哈娜 Rihanna                        | 柯拉·蕾克絲 Cora Raikes                       | 美國海軍「約翰·保羅·瓊斯號」驅逐艦上的砲械中士。                                            |
| 亞歷山大·史柯斯嘉 Alexander Skarsgard | 史東·哈波 Stone Hopper                        | 美國海軍「桑普森號」艦長，階級為中校。 艾力克斯的哥哥。                                     |
| 連恩·尼遜 Liam Neeson                 | 提倫斯·夏恩上將 Admiral Terrance Shane        | 美國海軍太平洋艦隊司令。 哈波兄弟的上級長官（也是莎曼珊的父親）                             |
| 淺野忠信 Tadanobu Asano               | 永田裕志 Nagata Yūji                          | 日本海上自衛隊護衛艦「妙高號」艦長，階級為一等海佐。                                        |
| 漢米許·林克萊特 Hamish Linklater      | 卡爾·札帕塔 Cal Zapata                        | 駐紮在夏威夷國際衛星站的科學家，負責搜尋外太空的生命跡象。                                  |
| 傑西·普萊蒙 Jesse Plemons             | 吉米“歐弟”奧德 Jimmy "Ordy" Ord               | 美國海軍「約翰·保羅·瓊斯號」驅逐艦艦務副，階級為水手。                                      |
| 約翰·圖伊 John Tui                    | 華特“野獸”林區 Walter "Beast" Lynch           | 美國海軍「約翰·保羅·瓊斯號」驅逐艦輪機副，階級為三等士官長。                                |
| 格雷戈里·蓋森                         | 米克·卡納萊斯 Lieutenant Colonel Mick Canales | 退役的前美國陸軍中校，雙腳皆為動力義肢。 格雷戈里本人亦為貨真價實的美國陸軍。               |
| 亞當·戈德利 Adam Godley               | 諾圭迪博士 Dr. Nogrady                        | 主導及負責「燈塔計畫」的科學家。                                                            |

## 设定
剧中的外星人來自於葛利斯太陽系的G行星。其部隊穿著金屬外衣裝備。依照劇中歐弟測試外星人的面罩所做的發現，面罩有著墨鏡功能以及水合作用；而外星人有著部分與蜥蜴相似的特徵，例如怕陽光，推測的種族可能為爬蟲類或兩棲類。來地球的目的不明，似乎不完全當人類為敵人，除非人類先攻擊外星人才會採取防衛反擊，或是主動攻擊護盾力場內有威脅的人類武裝。前往地球的先遣船艦有五艘，種類推測分別是三艘驅逐艦、一艘通訊艦以及一艘搭載電磁護盾的主力旗艦。通訊舰在抵達地球前因撞擊人造衛星而墜毀襲向香港，造成香港兩萬人死亡。似乎因為失去通訊艦，而將在地球蒐集通訊材料的任務為第一優先。外星艦隊擁有的武裝為兩種，第一種為拋射式彈射彈，擊中目標會鑽入其目標爆炸，配備於三艘驅逐艦與主力旗艦（通訊艦因墜毀而不知其武裝）。另一種為智慧型鐮鋸球，會掃描以判別敵意以及武裝，似乎也會蒐集地球的生物資料，裝備於主力旗艦上。依照主角哈波與外星人接觸而透過心電感應看到的畫面，外星人的母星可能遭到另外的外星種族攻擊，或是母星上發生行星內戰而逃離。
在電影中外星戰艦所發射的拋射式彈射彈，擁有獨特的圓筒狀外型。此設定實際上是仿效自這部電影的改編基礎——孩之寶公司的桌面遊戲「海戰棋」中所使用、代表炸彈的圓筒狀塑膠釘。遊戲中所附的塑膠釘有紅白兩種顏色，當遊戲過程中成功擊中對手的軍艦時，就在自己的戲盤中插上代表「中彈點」的紅色塑膠釘，如果沒擊中就插上白色塑膠釘，利用這方法摸索推敲敵艦的位置以將其擊沉。除此之外，在永田艦長指導之下於電腦螢幕上叫出、以海嘯預警浮標構成的陣列畫面，實際上也是取材在海戰棋遊戲中所使用的方格狀棋盤。

### 参演军备
船隻
- 艾奧瓦級戰艦：密蘇里號戰艦 (BB-63)[4]
- 尼米茲級核動力航空母艦：隆納·雷根號航空母艦
- 阿利·伯克級驅逐艦：桑普森号驱逐舰 (DDG-102)、約翰·保羅·瓊斯號驅逐艦 (DDG-53)
- 金剛型護衛艦：妙高號護衛艦

飛機
- F/A-18黃蜂式戰鬥攻擊機
- SH-60海鷹直升機
- CH-53E直升機

## 花絮
電影基本上在美国夏威夷州实景拍摄，同时動用真实的多艘美國海军和日本海上自衛隊驱逐舰、战列舰及航空母舰入镜。

## 票房
台灣方面，最終全台票房為新台幣2.57億元。
| 上一届： 《春嬌與志明》 | 2012年香港一週票房冠軍 第15週（4月9日—4月15日） 第16週（4月16日—4月22日） | 下一届： 《復仇者聯盟》 |

## 外部連結
- 互联网电影数据库（IMDb）上《超級戰艦》的资料（英文）
- 爛番茄上《超級戰艦》的資料（英文）
- Box Office Mojo上《超級戰艦》的資料（英文）
- Metacritic上《超級戰艦》的資料（英文）
- AllMovie上《超級戰艦》的资料（英文）
- 開眼電影網上《超級戰艦》的資料（繁體中文）
- 时光网上《超級戰艦》的資料（简体中文）
- 豆瓣电影上《超級戰艦》的資料 （简体中文）